# Amina traço

Estrutura química da serotonina

Estrutura química da fenetilamina

Aminas traço são compostos endógenos realcionados estruturalmente a aminas biogênicas clássicas, tais como catecolaminas, serotonina e histamina. Como estão presentes em baixas quantidades endógenas, são denominadas aminas traço. Aminas traço incluem p-tiramina, β-feniletilamina, triptamina, octopamina, e 3-iodotironamina, e são encontradas nos sistemas nervosos de animais, de insetos a mamíferos.